# Кубок світу з біатлону 2007—2008 — етап 9
Дев'ятий і останній етап Кубка світу з біатлону 2007—2008 відбувався в Голменколлені, Норвегія, з 12 березня по 16 березня 2008 року.

## Гонки
Розклад гонок наведено нижче
| Дата       | Час       | Гонка                            |
| ---------- | --------- | -------------------------------- |
| 13 березня | 11:30 CET | Жінки, спринт 7,5 км             |
| 13 березня | 14:15 CET | Чоловіки, спринт 10 км           |
| 15 березня | 13:00 CET | Жінки, переслідування 10 км      |
| 15 березня | 15:00 CET | Чоловіки, переслідування 12,5 км |
| 16 березня | 13:00 CET | Жінки, мас-старт 12,5 км         |
| 16 березня | 15:00 CET | Чоловіки, переслідування 15 км   |

## Призери

### Чоловіки
| Гонка:                                                                          | Золото:                       | Час               | Срібло:                | Час               | Бронза:                       | Час               |
| Спринт 10 км Протокол [Архівовано 9 вересня 2012 у Wayback Machine.]            | Еміль Хегле Свендсен Норвегія | 25:19.9 (0+0)     | Міхаель Рьош Німеччина | 25:44.4 (0+0)     | Фрідріх Пінтер Австрія        | 25:51.0 (0+1)     |
| Переслідування 12,5 км Протокол [Архівовано 17 березня 2012 у Wayback Machine.] | Іван Черезов Росія            | 35:10.9 (1+0+1+0) | Фрідріх Пінтер Австрія | 35:33.0 (1+0+1+1) | Еміль Хегле Свендсен Норвегія | 35:58.3 (2+3+0+0) |
| Мас-старт 15 км Протокол [Архівовано 17 березня 2012 у Wayback Machine.]        | Міхал Шлезінгр Чехія          | 39:11.9 (0+0+1+0) | Микола Круглов Росія   | 39:12.0 (0+0+1+0) | Халвар Ханевольд Норвегія     | 39:17.0 (0+0+1+1) |

### Жінки
| Гонка:                                                                      | Золото:                  | Час               | Срібло:                  | Час               | Бронза:                  | Час               |
| Спринт, 7,5 км Протокол [Архівовано 11 серпня 2012 у Wayback Machine.]      | Світлана Слєпцова Росія  | 21:47.6 (0+1)     | Тура Бергер Норвегія     | 21:55.0 (0+0)     | Каті Вільгельм Німеччина | 21:57.5 (0+0)     |
| Переслідування 10 км Протокол [Архівовано 3 лютого 2014 у Wayback Machine.] | Світлана Слєпцова Росія  | 33:01.5 (1+0+0+0) | Каті Вільгельм Німеччина | 33:29.2 (0+1+0+0) | Сяньін Лю КНР            | 33:49.3 (0+1+0+0) |
| Мас-старт 12,5 км Протокол [Архівовано 12 травня 2012 у Wayback Machine.]   | Каті Вільгельм Німеччина | 37:43.0 (0+0+0+0) | Солвей Рьогштад Норвегія | 38:36.0 (1+0+0+0) | Мікела Понца Італія      | 38:46.9 (1+0+0+0) |